# Michael Felix Korum

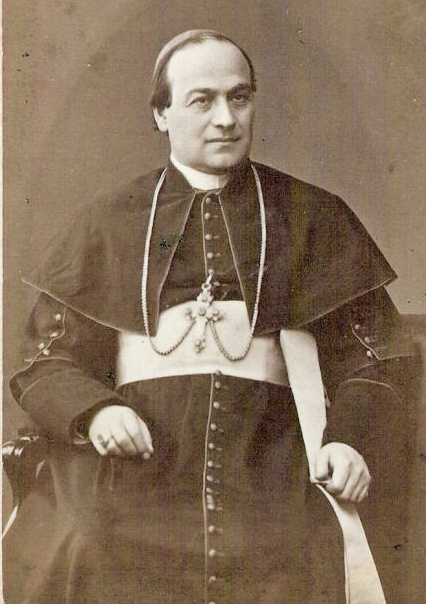
Michael Felix Korum.

Michael Felix Korum, född den 2 november 1840 i Wickerschweier i Elsass, död den 4 december 1921 i Trier, var en tysk romersk-katolsk prelat.
Korum blev 1866 professor i filosofi vid lilla och 1869 professor i teologi vid stora seminariet i Strassburg och vann stort rykte som ortodox teolog och vältalig predikant (på franska). På ståthållaren Manteuffels förslag utnämndes han 1881 av preussiska regeringen till biskop av Trier, där han gjorde sig bemärkt som ortodox 
ivrare och hade många konflikter med regeringen (bland annat om lekmannaskolor och särskilt statens högre flickskolor i Trier, 1903). Han föranstaltade 1891 en utställning av den så kallade heliga kjorteln och beskrev 1894 i en skrift de underverk, som därvid skulle ha förekommit.